# Championnat du Bénin féminin de football
Le championnat du Bénin féminin de football est une compétition de football féminin réunissant les meilleurs clubs du Bénin. Elle est organisée par la Fédération béninoise de football.

## Histoire
Depuis les indépendances, le Bénin connaît plusieurs tournois de football féminin sans structuration solide et durable. 
À l'initiative de Floriane Afoutou, membre du Comité exécutif de la Fédération béninoise de football (Fébéfoot) et présidente de la Commission football féminin, une relance est organisée. Un championnat national de football féminin est organisé en février 2019 au stade René Pleven de Cotonou. Le 1er mai 2019, une réunion du Comité exécutif de la Fédération Béninoise de Football permet de réfléchir aux stratégies à mettre en œuvre pour le développement du football féminin au Bénin. Une restructuration permet le lancement des activités.
En 2021, pour soutenir les efforts des promoteurs et responsables de clubs de football féminin, le gouvernement du Bénin offre aux 28 clubs de football féminin engagés dans les championnats nationaux de ligues 1 et 2,  46 millions de FCFA. Il exige également des clubs masculins d’avoir un partenariat avec un club de football féminin.

### Saison 2019
Ce championnat, qui réunit 18 clubs, démarre le mercredi 27 février 2019 sur la pelouse du stade René Pleven de Cotonou avec une rencontre opposant les clubs Olympique et Black Stone. 
Le titre de championne s'est disputée le 07 avril 2019 entre les clubs Phénix de Bohicon et Jeunesse Sportive de la vallée (JSV).  Pour passer en finale Phénix élimine en demi-finale en tirs au but le club Elite de Parakou, tandis que JSV se qualifie sur un forfait de son adversaire. Vigueur de Lokossa n'a pas effectué le déplacement pour le match. Jeunesse Sportive de la vallée obtient le titre de champion de cette saison par 1-0.   
Les seuls sept clubs de la ligue ayant pris part à ce championnat, deviennent éligibles pour participer à la première édition de la Ligue 1 féminine du football qui est organisée quelques jours plus tard.

### Saison 2020-2021
Cette saison démarre le 07 mars 2020. 

### Saison 2021-2022
Cette saison du championnat eu lieu du 26 décembre 2021 au 11 juin 2022. Opposant au total 18 équipes, elle est lancée avec une rencontre qui oppose les clubs Vigueurs Fc de Lokossa et As Galaxie de Parakou. Les matchs suivant débutent le 9 janvier 2022.  
La finale de cette saison s'est livrée au Stade Municipal de Parakou entre Espoir FC de Cotonou et Aïnonvi de Porto-Novo. Dans cette finale, Espoir FC réussit à prendre le dessus avec deux buts de Alladé Bossèdè à la 10e et 65e minutes et un but de Yasmine Fayomi à la 87e minutes. Avec ces 3-0, conservant son titre de la saison dernière, Espoir FC remporte le titre de champion du Bénin saison 2021-2022. 
Le trophée de la meilleure buteuse est gagnée par Yolande Gnanmi, joueuse de Espoir FC, qui comptabilise 27 buts pendant la saison. Et la meilleure gardienne de but de la saison est Diane Ogou, gardienne de Espoir FC. 

## Palmarès

### Champion par édition
| 2002  | Flèche Noire SC                | Black Stone                             |      |              |          |
| 2006  | Jeanne d'Arc de Cotonou        | Association Omnisport Babies d'Avrankou |      |              |          |
| 2019, | Jeunesse sportive de la Vallée | Phénix de Bohicon                       |      |              |          |
| 2020  | Compétition annulée            | Compétition annulée                     |      |              |          |
| 2021  | Espoir FC                      | Léopards d'Abomey                       |      |              |          |
| 2022  | Espoir FC                      | Aïnonvi                                 |      |              |          |
| 2023  | Sam Nelly FC                   | Espoir FC                               |      |              |          |
| 2024  | Aïnonvi                        | Élite                                   | 2025 | Sam Nelly FC | AS Gamia |

### Récompenses individuelles
| Édition | Meilleure joueuse | Meilleure gardienne    | Meilleure buteuse          | Buts |
| ------- | ----------------- | ---------------------- | -------------------------- | ---- |
| 2022    |                   | Diane Ogou (Espoir FC) | Yolande Gnanmi (Espoir FC) | 27   |